# Neve Avot
Neve Avot (hebrejsky נווה אבות, doslova Oáza otců, v oficiálním přepisu do angličtiny Newe Avot, nověji též המרכז המשולב לרפואה גריאטרית שהם, Centrum geriatrického lékařství Šoham) je lékařské centrum geriatrické péče a obec v Izraeli, v Haifském distriktu.

## Poloha a historie
Nachází se v nadmořské výšce 51 metrů na severním okraji města Pardes Chana-Karkur.
Obec vznikla roku 1948 (v Izraeli mají některé školské a sociální komplexy status samostatné obce). K 31. prosinci 2014 zde žilo 161 lidí.
| Rok            | 1961 | 1972 | 1983 | 1995 | 2010 | 2011 | 2012 | 2013 | 2014 |
| -------------- | ---- | ---- | ---- | ---- | ---- | ---- | ---- | ---- | ---- |
| Počet obyvatel | 1171 | 1072 | 836  | 453  | 397  | 609  | 289  | 227  | 161  |